# 新川 (さいたま市)
新川（しんかわ）は、埼玉県さいたま市西区を流れる川で、荒川水系に属する鴨川の支流である。さいたま市が管理する準用河川に指定されている。

## 流路
さいたま市西区、川越線指扇駅の近くの県道2号線付近から開渠となり、南東に流れる。途中、さいたま市立馬宮中学校の敷地内を横切り、そこから東に向きを転じる。水判土交差点で南東に折れ、すぐに鴨川に合流する。流路の大部分で埼玉県道57号さいたま鴻巣線と数十から200メートルを隔てて並行する。三面コンクリート護岸の小さな水路で、馬宮中学校の中では部分的に暗渠を通る。一帯は住宅地だが、この川の両側には帯状に水田が広がる。かつての旧入間川の流路である。流路沿いに自然堤防が西から南にかけて見られる。
鴨川の合流点から土屋川の合流点にかけて河川改修工事が実施されている。馬宮中学校の敷地内を通っていたが、北側に迂回するルートで新流路が建設されている。

## 歴史
もとは入間川の流路で、関東で発生した1596年（慶長元年）の洪水が契機となり、土屋村（現さいたま市西区土屋）付近に伊奈忠次により堤が築かれ、現在の荒川に近い位置である西側に流路が纏められ、入間川はそこを流れるようになった。これにより旧流路は新川となった。

## 支流
- 土屋川(さいたま市立土屋中学校付近から流れてくる。支流として御手洗川がある。）

## 橋梁
- 埼玉県道2号さいたま春日部線
- 名称不明
- 名称不明（人道橋）
- 観音橋
- 水判土橋（埼玉県道56号さいたまふじみ野所沢線）
- 袋橋（観音通り）
- 新袋橋

橋は数多くあるが、名前の付いた橋は少ない。